# Revolution OS
«Revolution OS» — документальный фильм, рассказывающий об истории GNU, Linux, а также open source и free software-движений. В нём представлены интервью со знаменитыми хакерами и предпринимателями, включая Ричарда Столлмана, Майкла Тименна, Линуса Торвальдса, Ларри Огастина, Эрика Реймонда, Брюса Перенса, Фрэнка Хекера и Брайана Белендорфа. Съёмкой картины управлял J. T. S. Moore.
По мнению еженедельника «Forbes», является одним из лучших фильмов о стартапах; в марте 2013 года он вошёл в десятку лучших фильмов, снятых об IT-индустрии.